# Apatania yenchingensis
Apatania yenchingensis är en nattsländeart som beskrevs av Georg Ulmer 1932. Apatania yenchingensis ingår i släktet Apatania och familjen Apataniidae. Inga underarter finns listade i Catalogue of Life.